# ماساكازو يوشيزاوا
ماساكازو يوشيزاوا (بالإنجليزية: Masakazu Yoshizawa) هو ملحن أمريكي، ولد في 10 سبتمبر 1950، وتوفي في 24 أكتوبر 2007.

## وصلات خارجية
- ماساكازو يوشيزاوا على موقع IMDb (الإنجليزية)
- ماساكازو يوشيزاوا على موقع ميوزك برينز (الإنجليزية)
- ماساكازو يوشيزاوا على موقع أول موفي (الإنجليزية)
- ماساكازو يوشيزاوا على موقع ديسكوغز (الإنجليزية)
- ماساكازو يوشيزاوا على موقع كينوبويسك (الروسية)